# Louis-Ernest Dubois
Pour les articles homonymes, voir Dubois.
Louis-Ernest Dubois, né le 1er septembre 1856 à Saint-Calais et mort le 23 septembre 1929 à Paris, est un évêque catholique français, successivement évêque de Verdun puis archevêque de Bourges, de Rouen puis de Paris et cardinal.

## Biographie

### Début de carrière
Il reçoit la confirmation le 9 août 1866. Il suit des études au collège ecclésiastique de Saint-Calais puis entre au petit séminaire de Précigné. Après avoir étudié la philosophie et la théologie au séminaire du Mans à partir d'octobre 1874, Louis-Ernest Dubois est ordonné prêtre le 20 septembre 1879 à la chapelle du grand séminaire du Mans par Hector-Albert Chaulet d'Outremont, évêque du Mans. Il est affecté ensuite à une paroisse dans le diocèse du Mans. À partir de 1888, il devient rédacteur du journal La Semaine du fidèle, bulletin du diocèse du Mans et fonde en 1893 l'Union historique du Maine. En 1895, il est nommé chanoine honoraire de la cathédrale du Mans. Pendant les années 1898-1901, il dirige en tant que vicaire général l'administration de l'évêché du Mans.

### Évêque
Il est nommé le 5 avril 1901 évêque de Verdun par décret du président Émile Loubet, confirmé par l'approbation pontificale le 18 avril suivant. Il est alors le plus jeune évêque de France. Il est consacré le 2 juillet à la cathédrale du Mans par Marie-Prosper de Bonfils, évêque du Mans, assisté de Étienne-Marie Potron, évêque titulaire de Jéricho (de) et Charles-Joseph Gilbert, évêque titulaire d'Arsinoé (de) et évêque émérite du Mans.
Il publie de nombreux ouvrages traitant de l'histoire de l'art et de l'archéologie. Il est promu archevêque de Bourges le 30 novembre 1909 par Pie X. Il prend une part active à la Première Guerre mondiale en aidant les soldats et leurs familles et fonde l'Union Sacrée qui organise des prières d'enfants dont les pères sont partis à la guerre. Le 13 mars 1916, Benoît XV lui confie l'archevêché de Rouen, faisant de lui le primat de Normandie.

### Cardinal

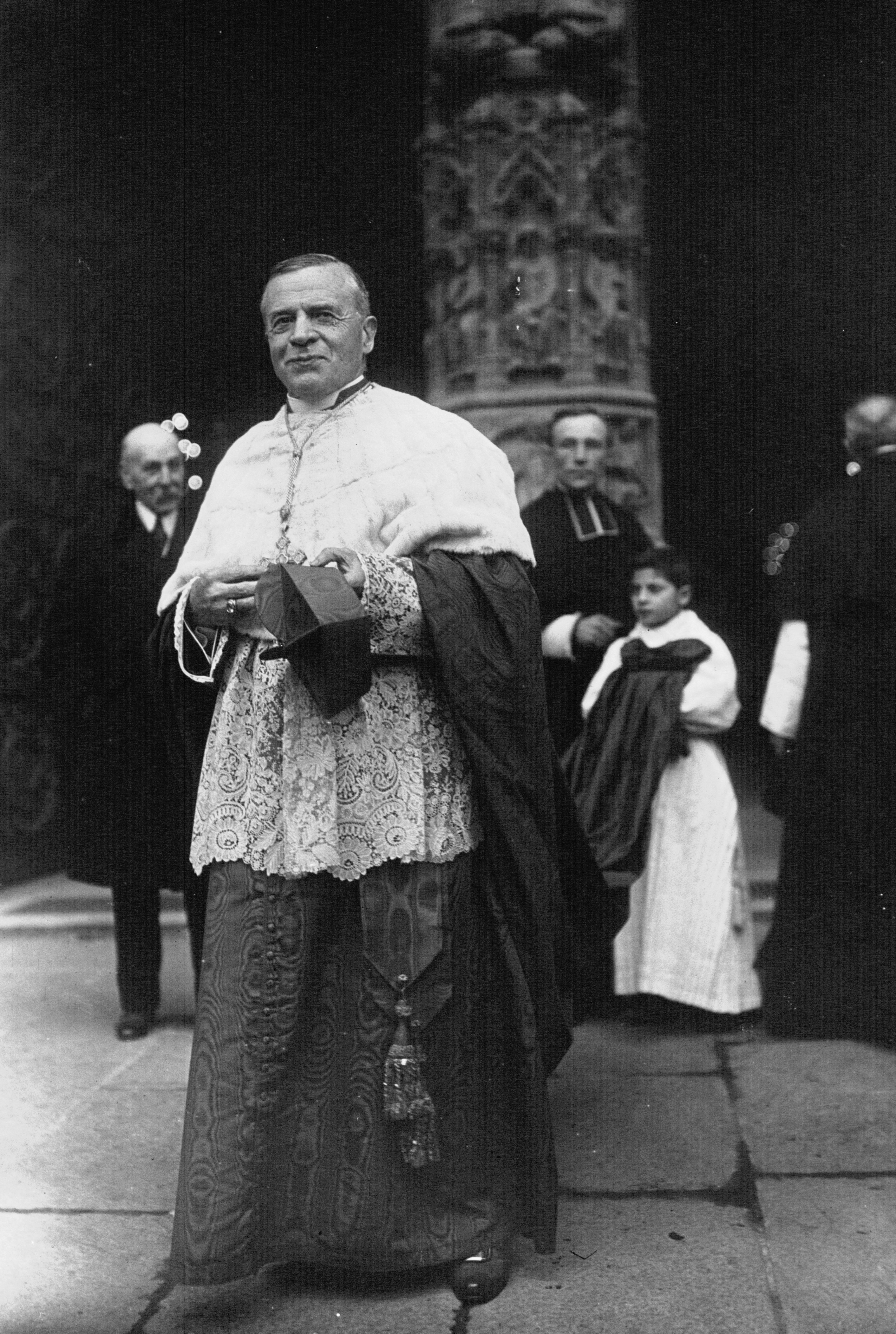
Louis-Ernest Dubois, nouvel archevêque de Paris, devant Notre-Dame en 1920.

Il est créé cardinal-prêtre au consistoire du 4 décembre 1916 tenu par le pape Benoît XV. Il reçoit le chapeau rouge et le titre de S. Maria d'Aquiro le 7 décembre. Il dirige une mission religieuse pour le gouvernement français en Palestine, en Syrie, au Liban, dans les pays des Balkans, dans les villes de Smyrne, Athènes et Constantinople, du 14 décembre 1919 au 24 mars 1920 pour garantir à ces pays l'impartialité religieuse de la France après la Première Guerre mondiale.
Il assiste à la consécration de la basilique du Sacré-Cœur en 1919 et est nommé, le 13 décembre 1920, archevêque de Paris. En 1921, il encourage les scouts de France. Il participe au conclave de 1922 qui élit pape Pie XI. Il voyage en Pologne en juin 1924, aux États-Unis et au Canada en juin 1927, en Autriche en octobre 1928, en Tchécoslovaquie en septembre 1929. Il représente le pape en tant que légat au congrès marial national tenu à Chartres le 18 mai 1926.
Il prend position contre la tauromachie, concluant son propos ainsi : « Il n’est pas douteux que les catholiques doivent s’abstenir d’assister à ces spectacles essentiellement cruels ».
À partir de 1926 et jusqu'à sa mort, il s'oppose activement à l'Action française. Il joue également un rôle dans les ajustements qui font suite à la séparation de l'Église et de l'État. Il est fait commandeur de la Légion d'honneur.
Il est membre de l'Académie des sciences, belles-lettres et arts de Rouen.

### Décès

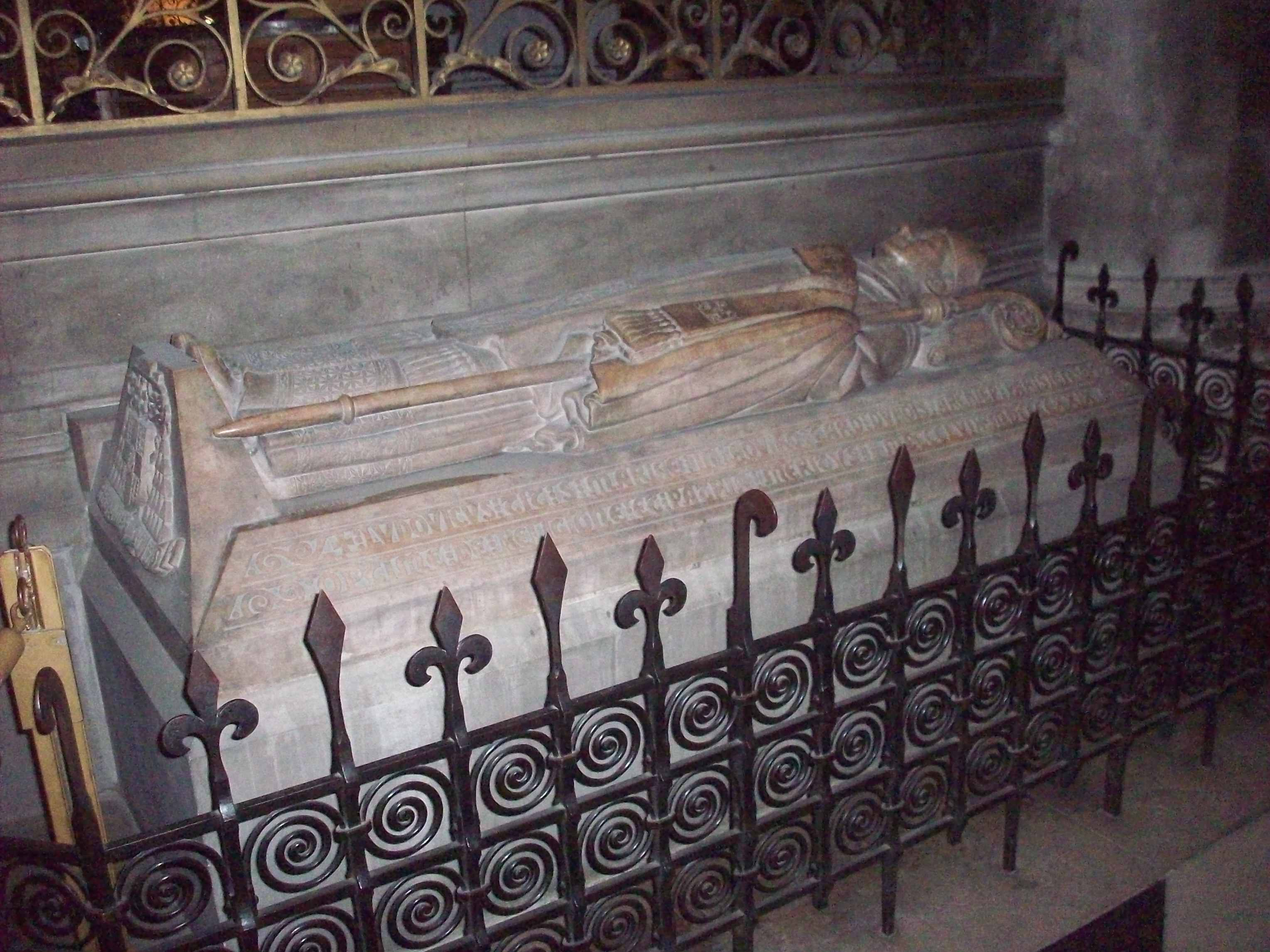
Gisant dans le déambulatoire sud de la cathédrale.

Il meurt le 23 septembre 1929 à la clinique des Frères de Saint-Jean de Dieu de Paris, juste après l'arrivée du nonce apostolique Bonaventura Cerreti. L'archevêque de Rennes, le cardinal Alexis-Armand Charost, célèbre ses funérailles en présence des autorités locales et nationales, de 65 archevêques, évêques, patriarches, archimandrites et abbés de France et de l'étranger, du clergé et des fidèles de Paris. Il est enterré dans la crypte de Notre-Dame tandis que son gisant, œuvre du sculpteur Henri Bouchard, est déposé au sud-est du déambulatoire, contre la clôture du chœur. Il comporte une épitaphe : 

## Succession apostolique
Louis-Ernest Dubois a ordonné les évêques suivants :
- Archevêque Jean-Arthur Chollet (1910)
- Évêque Eugène-Louis-Ernest Julien (1917)
- Évêque Jean-Joseph-Benoît-Marie Martel (1918)
- Cardinal Georges-François-Xavier-Marie Grente (1918)
- Cardinal Alfred-Henri-Marie Baudrillart, C.O. (1921)
- Évêque Emanuel-Anatole-Raphaël Chaptal de Chanteloup (1922)
- Évêque Paul-Auguste-Marie Pichot, C.S.Sp. (1923)
- Archevêque Victor Colomban Dreyer, O.F.M. (1923)
- Évêque Auguste-Maurice Clément (1924)
- Évêque Georges-Marie-Eugène Audollent (1925)
- Évêque Norbert-Georges-Pierre Rousseau (1925)
- Évêque Eugène-Charles-Philippe Crépin (1926)
- Évêque Jules-Marie-Victor Courcoux (1927)
- Cardinal Pierre-André-Charles Petit de Julleville (1927)
- Évêque Antoine Sévat, C.M. (1928)
- Cardinal Pierre-Marie Paul Gerlier (1929)

## Distinctions
- Commandeur de la Légion d'honneur (décret du 27 mai 1926)[4]